# 模倣犯
模倣犯（もほうはん）は、マスコミ等で報じられた事件やフィクション作品中の犯罪手法を真似た犯罪。またはその犯人。コピーキャット（英: copycat crime）ともいう。
模倣犯の取りうる行動として
1. マスコミで報じられた犯罪を細部まで真似て事件を起こす。
  1. 同じ犯人によるものに見せかけ、最初の事件の犯人に罪を着せる目的で模倣する。
  2. 犯人への対抗意識から、あえて同じ手口を使用する（シリアルキラーに見られる傾向）。
2. 報道内容に触発されて類似の犯行に及ぶ。
3. （既に犯行の準備が行われている段階で）報道内容を参考にして手順などを変更する。

等が考えられるが、主に1、2のケースが模倣犯とされる。
特殊詐欺や住宅・施設等への落書き、放火、通り魔、スリ、強盗など、比較的手軽に行える犯罪は模倣犯が発生しやすい。

## 報道のあり方
アメリカ合衆国では、頻発する銃乱射事件の報道が模倣犯の出現を促しかねないとして、加害者の実名報道の是非が議論されている。2019年にテキサス州で発生したミッドランド銃乱射事件では、警察署長が記者会見の場で犯人の氏名公表を拒否（のちにツイッターで公表）した。

## 大きく取り上げられた模倣事件
- グリコ・森永事件の類似事件
  - 1984-85年に起きたグリコ・森永事件の模倣犯で、食品企業を脅した企業恐喝事件が多数発生した。
- 1994年頃 電話を使った詐欺
  - 今日で言う特殊詐欺の一つであるオレオレ詐欺。

## 映像化作品
- コピーキャット - 1995年制作のアメリカ映画
- 模倣犯 - 同題で映画化およびテレビドラマ化された宮部みゆきの小説
- 模倣犯 (2023年のテレビドラマ) - 2023年にNetflixで配信の台湾の中国語テレビドラマ